# New Musik
New Musik was een Britse synthpopband uit de late jaren zeventig en de vroege jaren tachtig.

## Bezetting
- Tony Mansfield[2] (1977–1982, zang)
- Tony Hibbert[3] (1977–1981, basgitaar)
- Phil Towner[4] (1977–1981, percussie)
- Nick Straker (1977–1979, keyboards)
- Clive Gates[5] (1979–1982, keyboards)
- Cliff Venner[6] (1982, percussie)

## Geschiedenis
De band stond onder leiding van songwriter/zanger/multi-instrumentalist/producent Tony Mansfield. New Musik was commercieel niet erg succesvol, hoewel hun single Living by Numbers de 13e plaats van de Britse hitlijst bereikte en de band meerdere optredens had in Top of the Pops. New Musik nam drie albums op, die qua stijl lagen tussen Kraftwerk, The Cars, The Korgis, Tears for Fears en O.M.D. Opmerkelijk was de combinatie van ritme-apparatuur en synthesizers met natuurlijke instrumenten, wat ten tijde van analoge geluidstudio's een aanzienlijke productie-technische inspanning vereiste.
Hun debuutalbum From A to B (1980) bereikte in de Britse hitlijst de 30e plaats en bevatte vier singles: Straight Lines, Living By Numbers, Sanctuary en This World Of Water. Dit laatste nummer was de enige single van New Musik die in Nederland de hitparade haalde: het stond in de zomer van 1980 vijf weken in de Nederlandse Top 40. Sanctuary stond in oktober in de Tipparade.
Het tweede album Anywhere (1981) haalde slechts de 69e plaats in de Britse hitlijst. Singles waren Luxury en While You Wait, echter zonder hitklassering. Desondanks werd het album ook in Duitsland toentertijd bij HiFi-enthousiastelingen tot een bepaalde status verheven, omdat het begin van het eerste nummer They All Run After The Carving Knife tot deze tijd de grenzen van analoge weergave-apparatuur tartte.
Het derde en laatste album Warp (1982) was iets minder toegankelijk dan de beide voorgangers en haalde geen hitklassering, wellicht doordat de song Hunting niet op single werd uitgebracht, hoewel die in discotheken wel voor volle dansvloeren zorgde.